# Maison de Brederode
Pour les articles homonymes, voir Brederode.

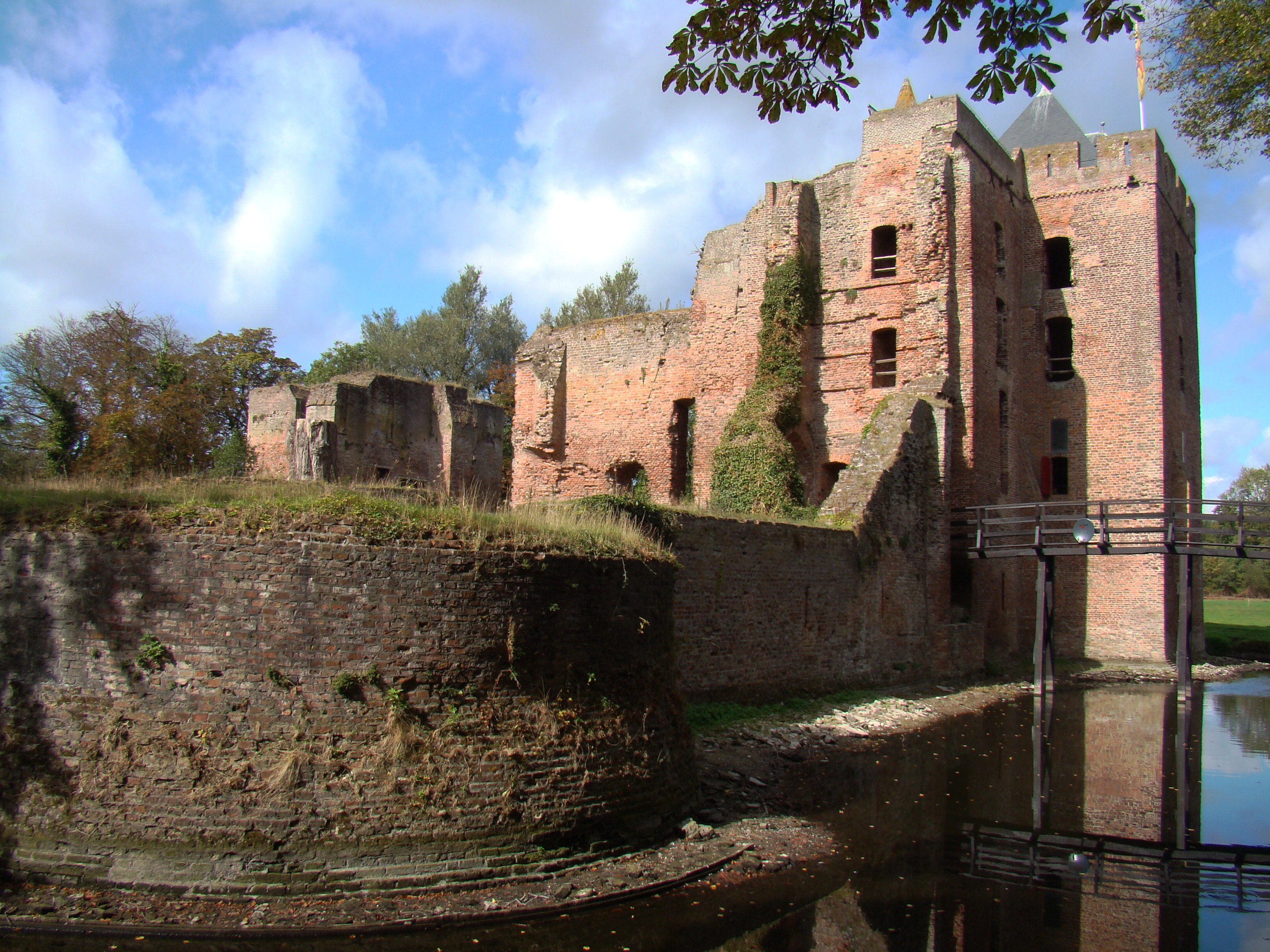
Ruines du château de Brederode

La maison de Brederode ou la maison de Bréderode est une ancienne et importante famille noble du comté de Hollande, attestée au moins depuis le XIIIe siècle. Elle est issue en ligne collatérale des comtes de Hollande, via la maison de Teylingen. Elle s'est éteinte en 1679 en la personne de Wolfart de Brederode. Elle a donné son nom au château de Brederode, à côté de Santpoort. Selon un vieux dicton hollandais, elle est la plus noble famille du comté.

## Histoire
Les Brederode sont une des familles de premier plan dans l'histoire du comté de Hollande. Apparentés aux premiers comtes de Hollande, on les trouve dans tous les mouvements d'opposition lors des changements de dynastie régnant sur le comté : opposants des Wittelsbach au XIVe siècle, ils finiront par les défendre contre les Valois lors de la crise de succession de 1433. Déjà engagés dans la guerre des Hameçons et des Cabillauds, c'est surtout le coup de Philippe le Bon contre Gilbert de Brederode, alors évêque élu d'Utrecht pour installer son fils bâtard David, qui va exacerber les tensions entre les deux maisons. Les Brederode deviennent alors les chefs du parti Hameçon contre les ducs de Bourgogne, malgré les libéralités de Philippe le Bon à l'égard de Renaud II, frère de l'évêque déchu d'Utrecht. Les deux fils cadets de Renaud II continueront la lutte lors des derniers épisodes de la guerre des Hameçons et des Cabillauds en prenant L'Écluse et Rotterdam. La frange la plus extrême des révoltés, selon Georges Chastelain, avait pour cri de guerre "Brederode, vray hoir de Hollande" !
Renaud III fut plus conciliant avec les Habsbourg, ce qui lui permit d'être confirmé dans un certain nombre de ses possessions (vicomté d'Utrecht, caractère alleutier de Vianen...) et d'être élu en novembre 1531 chevalier de l'ordre de la Toison d'or. Il n'avait néanmoins pas dérogé à la tradition familiale en se présentant en juin 1531 à un tournoi à Gand sous le nom de Renaud de Hollande et en portant les armes du comté sans aucune brisure. Son fils Henri passa à la Réforme et fut un des artisans du Compromis des Nobles avant de devenir comme ses fils un des plus solides soutiens de la révolte des Pays-Bas. Les Brederode donnèrent par la suite de nombreux militaires au service de la République des Provinces-Unies.
Pendant les Troubles, les biens des Bréderode furent saisis au profit de l'État. Un long procès finit par statuer en faveur des révoltés, mais la maison s'était alors éteinte. La fortune des Brederode et ses intérêts fut alors prise en charge par l'État hollandais et gérée dans l'attente de trouver les héritiers de la maison. Ces intérêts étaient de l'ordre de trois milliards de guilders en 1967 et sont à la disposition du souverain des Pays-Bas.

## Personnalités

### Seigneurs de Brederode
- Guillaume de Teylingen (1156-1203), premier seigneur de Brederode
- Thierry I (1180-1236), 2e seigneur de Brederode
- Guillaume Ier (1236-1285), 3e seigneur de Brederode
- Thierry II (1252-1318), 4e seigneur de Brederode
- Thierry III (1308-1377), 5e seigneur de Brederode
- Renaud Ier de Brederode (1336-1390), 6e seigneur de Brederode
- Jean Ier de Brederode  (1370/72-1415), 7e seigneur de Brederode
- Walrave I (1370/73-1417), 8e seigneur de Brederode
- Renaud II de Brederode (1415-1473), 9e seigneur de Brederode, stadhouder de Hollande, chevalier de l'ordre de la Toison d'or

### Seigneurs de Brederode, vicomtes d'Utrechtet souverains deVianen
- Walrave II (1455-1531), 10e seigneur de Brederode
- Renaud III (1492-1556), 11e seigneur de Brederode, conseiller et capitaine de Charles Quint, chevalier de l'ordre de la Toison d'or
- Henri Ier (1531-1568), 12e seigneur de Brederode, dit le grand Gueux, chef de la première révolte des Pays-Bas
- Renaud IV (1520-1584), 13e seigneur de Brederode
- Walrave III (1547-1614), 14e seigneur de Brederode
- Walrave IV (1596-1620), 15e seigneur de Brederode
- Jean-Wolfart (nl) (1599-1655), 16e seigneur de Brederode
- Henri II, 17e seigneur de Brederode
- Wolfart, 18e et dernier seigneur de Brederode

### Autres membres célèbres
- Gilbert de Brederode (1416-1475), frère cadet de Renaud II et évêque d'Utrecht (1455-1457)
- François de Bréderode (1465-1490), fils cadet de Renaud II et chef du parti hameçon dans la lutte contre les ducs de Bourgogne
- Henri de Brederode, frère du précédent, chef militaire du parti hameçon.
- Lancelot de Brederode, bâtard de Renaud III et capitaine des Gueux, décapité par les Espagnols en 1573.

## Héraldique
La maison de Brederode porte les armes brisées du comté de Hollande (or, au lion de gueules). Deux types de brisures ont existé. La plus fréquente a été l'adjonction d'un lambel d'azur, le lambel d'argent étant utilisé par la maison de Teylingen. De Renaud Ier à Renaud III, la brisure s'est faite par l'écartèlement des armes de Brederode (parfois sans le lambel) avec les armes de Valkenburg (argent au lion de gueules à la queue fourchée), portées par la femme de Renaud Ier. Renaud III tenta de faire valoir son droit de porter les armes pleines de Hollande, ce qui lui fut refusé par Charles Quint. Il reprit donc à partir de 1532 les armes simples au lambel d'azur.

Brederode (jusqu'au XIVe siècle) : Hollande, brisées d'un lambel d'azur
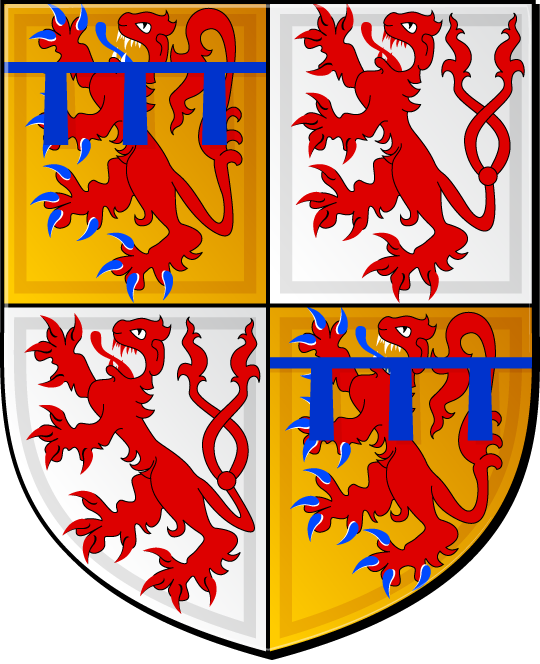
Brederode-Valkenburg (jusqu'en 1531) : écartelé de Brederode et de Valkenburg
Renaud III de Brederode, (1531) : Hollande plain
Brederode (1532-1679) : Brederode plain

Une illustration des armoiries des seigneurs de Brederode est présente dans l'Armorial de Nassau-Vianden (1490).

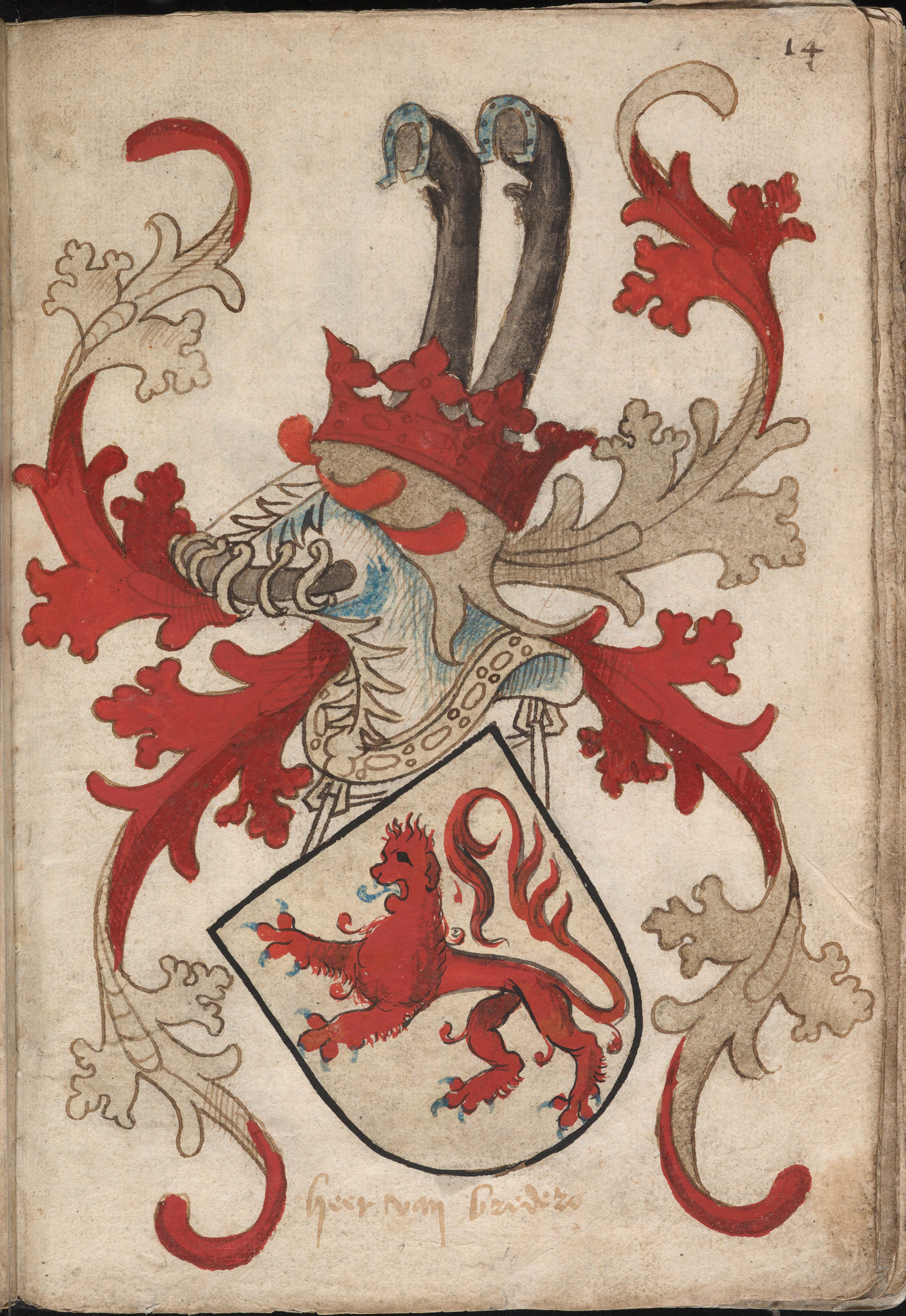
Armoiries du seigneur de Brederode dans l'Armorial de Nassau-Vianden (1490).

Une illustration des armoiries des seigneurs de Brederode est présente dans l'Armorial de Gorrevod (1483).

Armoiries du seigneur de Brederode dans l'Armorial de Gorrevod (1483).

## Châteaux
- Château de Brederode à Santpoort
- Château de Batestein à Vianen
- Huis ter Kleef (nl) à Haarlem
- Stadskasteel Groenmarkt à La Haye
- Stadskasteel Lange Voorhout à La Haye
- Batenstein à Papendrecht